# ススメ!栃木部
『ススメ！栃木部』（ススメ！とちぎぶ）は一葵さやかによる漫画作品。KADOKAWA（エンターブレインBC）配信のウェブコミック配信サイト『コミッククリア』（旧『ファミ通コミッククリア』）において2015年12月18日から2018年6月22日更新分まで連載された。単行本は全4巻。

## あらすじ
宮本真都は栃木県日光市のマンモス校、私立日光勝道学園高等部に転校してきた。転校初日から廃部の危機にある栃木魅力向上部、通称「栃木部」に部員候補として拉致されてしまう。かたくなに入部を拒否する真都だが、栃木部の中禅寺晃と堤咲喜の様々な策略に巻き込まれるのであった。

## 登場人物
宮本 真都（みやもと まさと）
両親の都合で京都・沖縄・北海道・東京と引っ越しを繰り返し、4回目の転校で栃木に来た。出身は東京都。珍事件が原因で栃木部に入部することになる。ツッコミ役。
中禅寺 晃（ちゅうぜんじ あきら）
栃木県民。日光ゆば屋の娘。栃木部を作り、部長となる。頭にゆばの形の髪飾りをしている。口癖は「解せぬ」。カナヅチ。
堤 咲喜（つつみ さき）
宇都宮餃子の名店「堤のギョーザ」の自称看板娘。お調子者のメガネっ娘。頭に餃子の形の髪飾りをしている。怪しいメカを発明するが欠陥気味。本人曰く胸に自信がある。Fカップ。まろに☆えーる堤愛実の従姉。栃木県民だがしもつかれは苦手。栃木部参謀（副部長）。晃の暴走を止める役になることもある。
桐生 まお（きりゅう まお）
群馬県民。大食いで巨乳。料理部員。天真爛漫な性格。
龍ヶ崎 夏海（りゅうがさき なつみ）
生徒会副会長。茨城県民。栃木を見下している。宮本真都に一目惚れしてしまうが、いわゆるツンデレ。隠れヲタク。スレンダー。
佐野 香織（さの かおり）
アイドルグループ「神楽坂46」のメンバー。高飛車な性格。自分が栃木県民であることを恥じており、あるトラウマにより実家が佐野ラーメン店であることを周囲に隠している。
奥山 鬼怒華（おくやま きぬか）
栃木部顧問。新しく異動してきた音楽教師。年齢は不詳。元ロックバンドボーカル。ドライブが趣味だが、免許は取りたてで運転が荒い。日本酒好き。隠れミヤリーファン（ミヤラー）である。
西川 昇司（にしかわ しょうじ）
売れないプロ演歌歌手。中年男性。

## 書誌情報
- 一葵さやか『ススメ！栃木部』KADOKAWA〈ファミ通クリアコミックス〉、全4巻
  1. 2016年8月12日発売、ISBN 978-4-04-734258-3
  2. 2017年3月15日発売、ISBN 978-4-04-734527-0
  3. 2017年11月15日発売、ISBN 978-4-04-734879-0
  4. 2018年8月10日発売、ISBN 978-4-04-735193-6